# Sveriges herrlandskamper i fotboll 2012
Sveriges herrlandskamper i fotboll 2012 innehåller Fotbolls-EM i Polen och Ukraina, de tre första VM-kvalmatcherna samt ett antal träningsmatcher, bland annat matchen Sverige-Brasilien den 15 augusti, som blev den sista landskampen på Råsundastadion, och även matchen Sverige-England den 14 november, som blev den första landskampen på Friends Arena.

## Matcher
| Datum        | Spelplats                |          |           | Resultat      | Typ av match      | Målskyttar |
| ------------ | ------------------------ | -------- | --------- | ------------- | ----------------- | --- |
| 18 januari   | Al Gharafa Stadium, Doha | Sverige  | Bahrain   | 2 – 0 Rapport | Träningsmatch     | 1-0 58′ (str.) Tobias Hysén 2-0 81′ Oscar Hiljemark |
| 23 januari   | Al Sadd Sport Club, Doha | Qatar    | Sverige   | 0 – 5 Rapport | Träningsmatch     | 0-1 50′ Jimmy Durmaz 0-2 60′ Viktor Claesson 0-3 69′ Tobias Hysén 0-4 84′ Simon Thern 0-5 92′ Tobias Hysén                                                                           |
| 29 februari  | Maksimirstadion, Zagreb  | Kroatien | Sverige   | 1 – 3 Rapport | Träningsmatch     | 0-1 13′ (str.) Zlatan Ibrahimović 1-1 44′ (sjm.) Jonas Olsson 1-2 47′ Sebastian Larsson 1-3 69′ Sebastian Larsson                                                                    |
| 30 maj       | Gamla Ullevi, Göteborg   | Sverige  | Island    | 3 – 2 Rapport | Träningsmatch     | 1-0 2′ Zlatan Ibrahimović 2-0 14′ Ola Toivonen 2-1 27′ Kolbeinn Sigthórsson 3-1 77′ Christian Wilhelmsson 3-2 94′ Hallgrímur Jónasson                                                |
| 5 juni       | Råsunda, Solna           | Sverige  | Serbien   | 2 – 1 Rapport | Träningsmatch     | 1-0 23′ Ola Toivonen 1-1 27′ Neven Subotić 2-1 52′ (str.) Zlatan Ibrahimović |
| 11 juni      | Olympiastadion, Kiev     | Ukraina  | Sverige   | 2 – 1 Rapport | EM 2012           | 0-1 52′ Zlatan Ibrahimović 1-1 55′ Andrij Sjevtjenko 2-1 62′ Andrij Sjevtjenko |
| 15 juni      | Olympiastadion, Kiev     | Sverige  | England   | 2 – 3 Rapport | EM 2012           | 0-1 23′ Andy Carroll 1-1 49′ (sjm.) Glen Johnson 2-1 59′ Olof Mellberg 2-2 64′ Theo Walcott 2-3 78′ Danny Welbeck                                                                    |
| 19 juni      | Olympiastadion, Kiev     | Sverige  | Frankrike | 2 – 0 Rapport | EM 2012           | 1-0 54′ Zlatan Ibrahimović 2-0 90′ Sebastian Larsson |
| 15 augusti   | Råsundastadion, Solna    | Sverige  | Brasilien | 0 – 3 Rapport | Träningsmatch     | 0-1 32′ Leandro Damiao 0-2 84′ Alexandre Pato 0-3 86′ (str.) Alexandre Pato |
| 6 september  | Olympia, Helsingborg     | Sverige  | Kina      | 1 – 0 Rapport | Träningsmatch     | 1-0 47′ Johan Elmander |
| 11 september | Swedbank Stadion, Malmö  | Sverige  | Kazakstan | 2 – 0 Rapport | Kval till VM 2014 | 1-0 37′ Rasmus Elm 2-0 90+4′ Marcus Berg |
| 12 oktober   | Tórsvöllur, Torshamn     | Färöarna | Sverige   | 1 – 2 Rapport | Kval till VM 2014 | 1-0 57′ Rógvi Baldvinsson 1-1 65′ Alexander Kačaniklić 1-2 75′ Zlatan Ibrahimović |
| 16 oktober   | Olympiastadion, Berlin   | Tyskland | Sverige   | 4 – 4 Rapport | Kval till VM 2014 | 1-0 8′ Miroslav Klose 2-0 15′ Miroslav Klose 3-0 39′ Per Mertesacker 4-0 56′ Mesut Özil 4-1 62′ Zlatan Ibrahimović 4-2 64′ Mikael Lustig 4-3 76′ Johan Elmander 4-4 90+3′ Rasmus Elm |
| 14 november  | Friends Arena, Solna     | Sverige  | England   | 4 – 2         | Träningsmatch     | 1-0 20′ Zlatan Ibrahimović 1-1 35′ Danny Welbeck 1-2 38′ Steven Caulker 2-2 77′ Zlatan Ibrahimović 3-2 84′ Zlatan Ibrahimović 4-2 90′ Zlatan Ibrahimović                             |

## Sveriges målgörare 2012
11 mål
- Zlatan Ibrahimović

 3 mål
- Tobias Hysén
- Sebastian Larsson

 2 mål
- Ola Toivonen
- Johan Elmander
- Rasmus Elm

 1 mål
- Viktor Claesson
- Jimmy Durmaz
- Oscar Hiljemark
- Simon Thern
- Christian Wilhelmsson
- Olof Mellberg
- Marcus Berg
- Alexander Kačaniklić
- Mikael Lustig

 Självmål
- Jonas Olsson

### Fotnoter
1. ↑  ”Svenska Fotbollförbundet”. http://svenskfotboll.se/arkiv/landslag/2011/11/herr-sverige-brasilien-avslutningsmatch-pa-rasunda/. Läst 10 november 2011.
2. ↑  "Här gör Zlatan första målet på Friends Arena". DN.se. 14 november 2012. Läst 17 november 2012.